# 37 (број)
37 је број, нумерал и име глифа који предтсавља тај број. 37 је природан број који се јавља после броја 36, а претходи броју 38.

## У математици
- Је 12. по реду прост број

## У науци
- Је атомски број рубидијума
- Је телесна температура здравог човека у целзијусима

## У спорту
- Је приближан рекордни просек поена током једне сезоне Мајкла Џордана у својој НБА кошаркашкој каријери. Овај просек је остварио играјући за Чикаго Булсе у сезони 1986/87[1]

## Остало
- Је број француског департмана Ендр и Лоара
- Је број слотова у европском рулету. За разлику од америчког овде не постоји слот 00, већ само од 0 до 36
- Је био међународни позивни број за Источну Немачку